# Molí de Can Vila
El Molí de Can Vila és una obra d'Aguilar de Segarra (Bages) inclosa a l'Inventari del Patrimoni Arquitectònic de Catalunya.

## Descripció
Tot ell restaurat per habitacle,es ben identificable la bassa feta amb grans carreus de pedra,treballada,es localitza sota l'estació d'Aguilar de SEgarra i al peu mateix de la nova carretera de Rajadell